# Bachia flavescens
Bachia flavescens là một loài thằn lằn trong họ Gymnophthalmidae. Loài này được Bonnaterre mô tả khoa học đầu tiên năm 1789.